# Dyskografia Leszka Możdżera

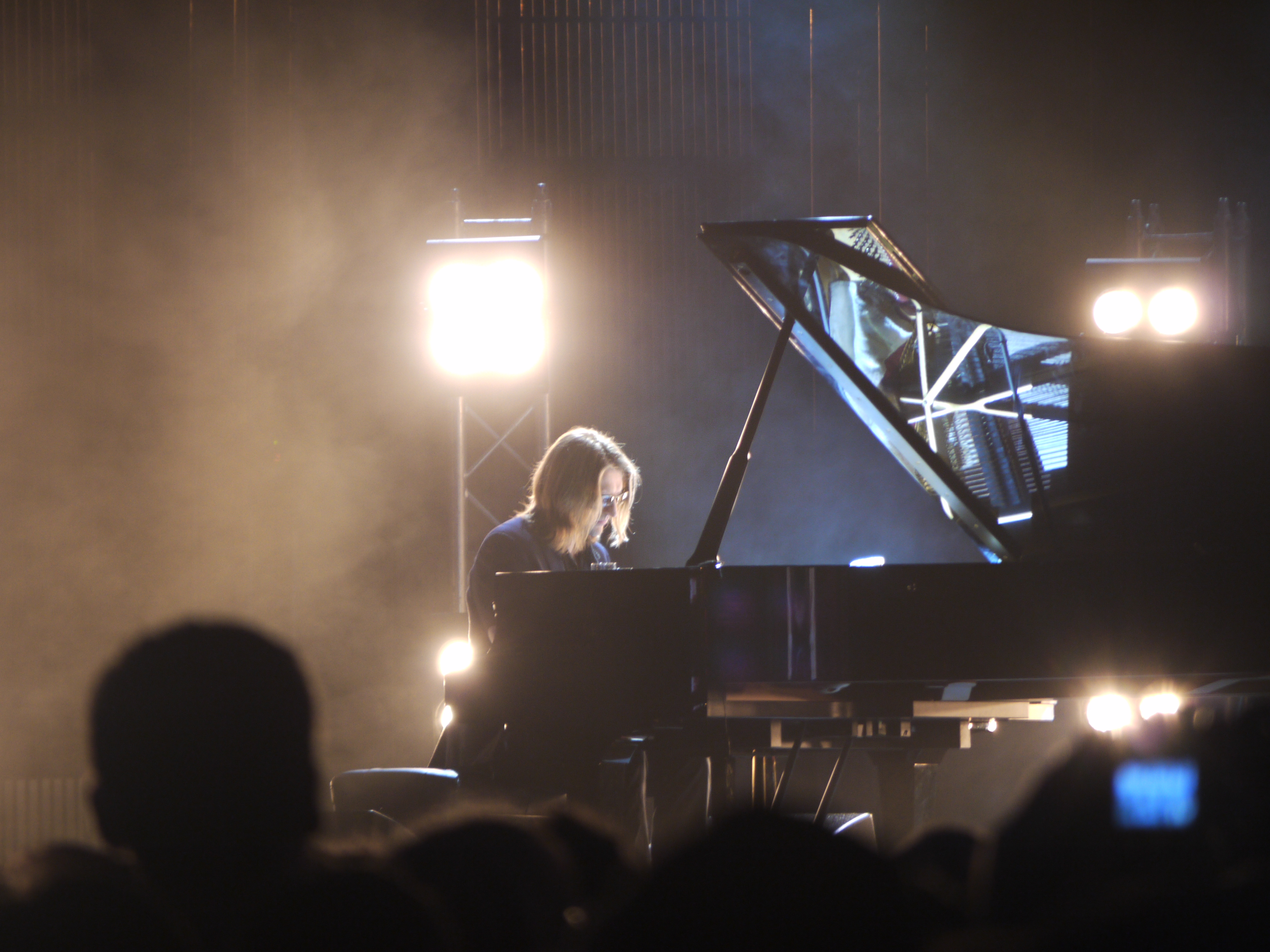
Leszek Możdżer podczas koncertu 21 sierpnia 2010 roku

Dyskografia polskiego pianisty jazzowego Leszka Możdżera. Poniższa lista obejmuje wszystkie wydawnictwa które Możdżer zrealizował zarówno jako solista i członek zespołu. Ponadto lista zawiera występy gościnne.
Leszek Możdżer działalność artystyczną rozpoczął od występów w zespole klarnecisty Emila Kowalskiego, a następnie z grupą Miłość, z którą uzyskał pierwsze sukcesy artystyczne. Jest wieloletnim współpracownikiem kompozytorów filmowych Jana A.P. Kaczmarka i Zbigniewa Preisnera z którym nagrał m.in. płyty: Głosy (2001) i Between Strangers (2001). Wraz ze szwedzkim kontrabasistą Larsem Danielssonem i izraelskim perkusistą Zoharem Fresco współtworzy trio jazzowe. Solo, jako członek zespołu oraz sideman nagrał ponad osiemdziesiąt albumów oraz odbył szereg koncertów na całym świecie m.in. w Stanach Zjednoczonych, Brazylii, Argentynie, Kanadzie czy Polsce.
Możdżer współpracował ponadto z takimi wykonawcami i grupami muzycznymi jak: David Gilmour, Jacek Olter, Zbigniew Namysłowski, Lester Bowie, Adam Pierończyk, Kazik Staszewski, Michał Urbaniak, Tomasz Stańko, Lipali, Phil Manzanera, Anna Maria Jopek, Eldo, Jacek Bończyk, Zbigniew Krzywański, L.U.C., Janusz Radek, David Friesen, Olo Walicki, Andrzej Olejniczak, Adam Klocek, Tymon Tymański, Lars Danielsson, Myslovitz, Grammatik, Behemoth, O.S.T.R., Michał Czachowski, czy Deus Meus.

## Albumy solowe

### Albumy studyjne
| 1994                        | Chopin – impresje - Data: 1994 - Wydawca: Polonia Records                    | –  |                |                           |
| 1996                        | Talk to Jesus - Data: 1996 - Wydawca: GOWI Records                           | –  |                |                           |
| 1999                        | Chopin Tomorrow – Demain: Impressions - Data: 1999 - Wydawca: Opus 111       | –  |                |                           |
| 2004                        | Piano - Data: 17 czerwca 2004 - Wydawca: ARMS Records                        | 7  | - POL: 10 000+ | - POL: platynowa płyta    |
| 2009                        | Missa Gratiatoria - Data: 13 stycznia 2009 - Wydawca: Alternator             | –  |                |                           |
| 2010                        | Kaczmarek by Możdżer - Data: 29 marca 2010 - Wydawca: Universal Music Polska | 16 | - POL: 20 000+ | - POL: 2× platynowa płyta |
| 2010                        | Impressions on Chopin - Data: 30 lipca 2010 - Wydawca: Magic Records         | 2  | - POL: 10 000+ | - POL: platynowa płyta    |
| 2011                        | Komeda - Data: 15 czerwca 2011 - Wydawca: ACT Music                          | 1  | - POL: 20 000+ | - POL: 2× platynowa płyta |
| „–” album nie był notowany. |                                                                              |    |                |                           |

### Kompilacje
| Rok  | Album                                                                                               | Pozycja na liście | Sprzedaż  | Certyfikat                |
| Rok  | Album                                                                                               | POL               | Sprzedaż  | Certyfikat                |
| ---- | --------------------------------------------------------------------------------------------------- | ----------------- | --------- | ------------------------- |
| 2014 | Empik Jazz Club: The Very Best of Leszek Możdżer - Data: 18 listopada 2014 - Wydawca: Magic Records | 1                 | - 20 000+ | - POL: 2× platynowa płyta |

### Albumy koncertowe
| 2003                        | Solo in Ukraine - Data: 30 grudnia 2003 - Wydawca: GOWI Records     | –  |
| 2003                        | Teatrowi Logos na XV-lecie - Data: 2003 - Wydawca: Teatr Logos      | –  |
| 2004                        | Piano Live - Data: 19 grudnia 2004 - Wydawca: ARMS Records          | 36 |
| 2010                        | Bernstein & Gershwin - Data: 19 marca 2010 - Wydawca: Polskie Radio | 33 |
| „–” album nie był notowany. |                                                                     |    |

### Ścieżki dźwiękowe
| Rok  | Album                                                                                                  |
| ---- | --- |
| 2003 | Muzyka do filmu Wiktora Grodeckiego Nienasycenie - Data: 22 listopada 2003 - Wydawca: EMI Music Poland |
| 2004 | PUB 700 - Data: 2004 - Wydawca: Fonografika                                                            |
| 2013 | Wszystkie kobiety Mateusza - Data: 27 września 2013 - Wydawca: Outside Music                           |

## Współpraca

### Albumy studyjne
| 1996                        | Facing the Wind (oraz David Friesen) - Data: 1996 - Wydawca: Power Bros                                                                                  | –  |                |                           |
| 1999                        | 10 łatwych utworów na fortepian (oraz Zbigniew Preisner) - Data: 25 września 1999 - Wydawca: Pomaton EMI                                                 | –  | - 10 000+      | - POL: złota płyta        |
| 2004                        | Metalla Pretiosa (oraz Olo Walicki, Maurice de Martin & The Gdansk Philharmonic Brass) - Data: 28 listopada 2004 - Wydawca: Olo Walicki Production       | –  |                |                           |
| 2004                        | Seven Pieces for Improvising Piano and Strings (oraz Orkiestra Aukso) - Data: 2004 - Wydawca: Lemon Music                                                | –  |                |                           |
| 2005                        | The Time (oraz Lars Danielsson i Zohar Fresco) - Data: 2 października 2005 - Wydawca: Outside Music                                                      | 2  | - POL: 50 000+ | - POL: diamentowa płyta   |
| 2006                        | Between Us and the Light (oraz Lars Danielsson i Zohar Fresco) - Data: 17 listopada 2006 - Wydawca: Outside Music                                        | 7  | - POL: 20 000+ | - POL: 2× platynowa płyta |
| 2007                        | Pasodoble (oraz Lars Danielsson) - Data: 30 kwietnia 2007 - Wydawca: ACT Music                                                                           | 17 | - POL: 10 000+ | - POL: platynowa płyta    |
| 2007                        | Melisa (oraz Przemek Dyakowski i Sławek Jaskułke) - Data: 21 maja 2007 - Wydawca: Outside Music                                                          | –  | - POL: 5 000+  | - POL: złota płyta        |
| 2009                        | Tarantella (oraz Lars Danielsson, Mathias Eick, Eric Harland, John Parricelli) - Data: 23 lutego 2009 - Wydawca: ACT Music                               | 48 | - POL: 5 000+  | - POL: złota płyta        |
| 2013                        | Silent Ways (oraz Cæcilie Norby, Lars Danielsson, Nguyên Lê) - Data: 31 maja 2013 - Wydawca: ACT Music                                                   | –  |                |                           |
| 2013                        | Polska (oraz Lars Danielsson i Zohar Fresco) - Data: 25 października 2013 - Wydawca: Outside Music                                                       | 2  | - POL: 20 000+ | - POL: 2× platynowa płyta |
| 2017                        | Earth Particles (oraz Holland Baroque) - Data: 24 listopada 2017 - Wydawca: Outside Music                                                                | 15 | - POL: 5 000   | - POL: złota płyta        |
| 2021                        | Just Ignore It (oraz Danielsson Fresco i Holland Baroque) - Data: 15 października 2021 - Wydawca: Outside Music                                          | 14 |                |                           |
| 2023                        | Composites (oraz Musicae Antiquae Collegium Varsoviense i Warszawska Opera Kameralna) - Data: 13 października 2023 - Wydawca: Warszawska Opera Kameralna | 36 |                |                           |
| 2024                        | Passacaglia (oraz Adam Bałdych) - Data: 26 stycznia 2024 - Wydawca: Imaginary Music                                                                      | 37 |                |                           |
| „–” album nie był notowany. | |    |                |                           |

### Albumy koncertowe
| 1996                        | Anniversary Concert For Hestia (oraz Adam Pierończyk) - Data: 1996 - Wydawca: Hestia                            | –  |                |                               |
| 1996                        | Live in Sofia (oraz Adam Pierończyk) - Data: 1998 - Wydawca: Not Two                                            | –  |                |                               |
| 2000                        | 19-9-1999 (oraz Adam Pierończyk) - Data: 2000 - Wydawca: Instytut Polski w Kijowie                              | –  |                |                               |
| 2001                        | Birthday Live (oraz Olo Walicki, Cezary Konrad, Andrzej Olejniczak) - Data: 2001 - Wydawca: Blue Note Jazz Club | –  |                |                               |
| 2004                        | Makowicz vs. Możdżer at the Carnegie Hall (oraz Adam Makowicz) - Data: 21 listopada 2004 - Wydawca: Pomaton EMI | 10 | - POL: 20 000+ | - POL: 2× platynowa płyta     |
| 2005                        | Live in Warsaw (oraz Adam Klocek) - Data: 27 czerwca 2005 - Wydawca: Universal Music Polska                     | 49 |                |                               |
| 2007                        | Live (oraz Lars Danielsson i Zohar Fresco) - Data: 26 listopada 2007 - Wydawca: Outside Music                   | 35 | - POL: 5 000+  | - POL: 2× platynowa płyta DVD |
| 2008                        | iTunes Live: Berlin Festival (oraz Lars Danielsson) - Data: 20 maja 2008 - Wydawca: ACT Music                   | –  |                |                               |
| 2012                        | The Last Set – Live at the A-Trane (oraz Walter Norris) - Data: 16 października 2012 - Wydawca: ACT Music       | –  |                |                               |
| 2013                        | Jazz at Berlin Philharmonic I (oraz Iiro Rantala i Michael Wollny) - Data: 22 marca 2013 - Wydawca: ACT Music   | –  |                |                               |
| „–” album nie był notowany. | |    |                |                               |

### Ścieżki dźwiękowe
| Rok  | Album | Pozycja na liście |
| Rok  | Album | POL               |
| ---- | --- | ----------------- |
| 2005 | Muzyka z filmu Tulipany (Daniel Bloom; gośc. Leszek Możdżer Trio) - Data: 7 marca 2005 - Wydawca: Warner Music Poland | 18                |

### Albumy wideo
| Rok  | Album |
| ---- | --- |
| 2005 | Wrocław 2004 (oraz Adam Makowicz) - Data: 9 grudnia 2005 - Wydawca: EMI Music Poland                                         |
| 2012 | Chopin Etiudy. Przystanek Woodstock (oraz Tymon Tymański Polish Brass Ensemble) - Data: 20 lipca 2012 - Wydawca: Złoty Melon |

## Inne
| Album                                                                        | Rok  | Uwagi | Źródło  |
| ---------------------------------------------------------------------------- | ---- | --- | ------- |
| Zbigniew Namysłowski Quartet – Secretely & Confidentionally                  | 1993 | fortepian | [ 66 ]  |
| Zbigniew Preisner – Quartet in 4 Movements                                   | 1994 | fortepian | [ 67 ]  |
| Tomasz Stańko – A Farewell to Maria                                          | 1994 | fortepian | [ 66 ]  |
| Eryk Kulm Quintessence – Infinity                                            | 1994 | fortepian | [ 66 ]  |
| Blenders – Kaszëbë                                                           | 1995 | gościnnie fortepian | [ 68 ]  |
| Piotr Wojtasik – Lonely Town                                                 | 1995 | fortepian | [ 66 ]  |
| Piotr Wojtasik – Quest                                                       | 1995 | fortepian | [ 66 ]  |
| Michał Urbaniak – Live in Holy City                                          | 1996 | fortepian | [ 69 ]  |
| Christof Griese Quartet – 52nd Return                                        | 1996 | fortepian | [ 66 ]  |
| New Way Out – New Way Out                                                    | 1996 | fortepian | [ 66 ]  |
| Marek Kuczyński – Cudze szczęście                                            | 1997 | fortepian | [ 70 ]  |
| Janusz Muniak – One and Four                                                 | 1997 | fortepian | [ 71 ]  |
| Kury – P.O.L.O.V.I.R.U.S.                                                    | 1997 | fortepian, wokal | [ 72 ]  |
| Justyna Steczkowska – Naga                                                   | 1997 | fortepian w utworach „Za dużo wiesz”, „Jeszcze nie pająku”, „Stu policjantów” i „Kryminalna miłość”                                                                                                 | [ 73 ]  |
| Miłość, Trupy – Sztos                                                        | 1997 | fortepian | [ 74 ]  |
| Deus Meus – Mój Jezus                                                        | 1997 | fortepian w utworze „Jezus, wychwalajmy Go” | [ 75 ]  |
| Zbigniew Preisner – Requiem dla mojego przyjaciela                           | 1998 | fortepian w utworach „Spotkanie”, „Odkrywanie świata”, „miłość”, „Kai Kairós – jest czas”, „Wstąp tutaj”, „Przyszedłem i ujrzałem”, „Który był, który jest”, „Lacrimosa – Czas płaczu” i „Modlitwa" | [ 76 ]  |
| Mogrinos – Words                                                             | 1998 | fortepian | [ 66 ]  |
| Marek Kuczyński – Cudze szczęście                                            | 1998 | fortepian | [ 66 ]  |
| Antonina Krzysztoń – Każda chwila                                            | 1998 | fortepian | [ 77 ]  |
| Piosenki i muzyka z filmu Spona (różni wykonawcy)                            | 1998 | fortepian | [ 78 ]  |
| Cezary Konrad – One Mirror... many reflections                               | 1999 | fortepian w utworach „5 To 3” i „Wojtek (Dedicated To Wojtek Rzeźniczak)” | [ 79 ]  |
| Emil Kowalski – Children of Bird                                             | 1999 | fortepian | [ 66 ]  |
| Henryk Miśkiewicz – Ja nie chcę spać                                         | 1999 | fortepian | [ 66 ]  |
| Jan A.P. Kaczmarek – The Third Miracle (Original Motion Picture Score)       | 1999 | fortepian | [ 80 ]  |
| Anna Maria Jopek – Barefoot                                                  | 2000 | fortepian w utworach „Bukowina” i „Cyraneczka" | [ 81 ]  |
| Kayah – JakaJaKayah                                                          | 2000 | fortepian | [ 82 ]  |
| Kazik – Melassa                                                              | 2000 | fortepian w utworach „Gdybym wiedział to co wiem”, „¿Do U Remember?” i „Każdy potrzebuje przyjaciela"                                                                                               | [ 83 ]  |
| Jan A.P. Kaczmarek – Lost Souls (Original Motion Picture Soundtrack)         | 2000 | fortepian | [ 84 ]  |
| Zbigniew Preisner – Aberdeen (Original Film Soundtrack)                      | 2000 | fortepian | [ 85 ]  |
| Michał Lorenc – Muzyka z filmu Zakochani                                     | 2000 | fortepian | [ 86 ]  |
| Zbigniew Preisner – Weiser                                                   | 2000 | fortepian | [ 87 ]  |
| Blokersi (różni wykonawcy)                                                   | 2001 | gościnnie fortepian w utworze „Każdy ma chwile” | [ 88 ]  |
| Piotr Wojtasik – Hope                                                        | 2001 | fortepian | [ 66 ]  |
| Zbigniew Preisner – Głosy                                                    | 2001 | fortepian | [ 89 ]  |
| Anna Maria Jopek – Bosa                                                      | 2001 | fortepian | [ 90 ]  |
| Jan A.P. Kaczmarek – Unfaithful (Original Motion Picture Soundtrack)         | 2002 | fortepian | [ 91 ]  |
| Anna Maria Jopek – Nienasycenie                                              | 2002 | fortepian | [ 92 ]  |
| Anna Maria Jopek & Friends with Pat Metheny – Upojenie                       | 2002 | fortepian | [ 93 ]  |
| Zbigniew Preisner – Between Strangers (Original Film Soundtrack)             | 2002 | fortepian | [ 94 ]  |
| Anna Maria Jopek – Farat                                                     | 2003 | fortepian | [ 95 ]  |
| Zbigniew Preisner – Effroyables Jardins (Musique Originale Du Film)          | 2003 | fortepian | [ 96 ]  |
| Jan A.P. Kaczmarek – Finding Neverland (Original Motion Picture Soundtrack)  | 2004 | fortepian | [ 97 ]  |
| Bończyk/Krzywański – Depresjoniści                                           | 2005 | fortepian w utworze „Tracę siły”, syntezator basowy w utworze „Bezsenny” oraz pianino elektryczne w utworze „Jestem tutaj tylko na chwilę"                                                          | [ 98 ]  |
| Marek Napiórkowski – NAP                                                     | 2005 | gościnnie fortepian | [ 99 ]  |
| Anna Maria Jopek – Secret                                                    | 2005 | fortepian | [ 100 ] |
| L.U.C. – Haelucenogenoklektyzm                                               | 2006 | gościnnie fortepian w utworach „Pukagastrofazy godzina” i „Opowieści żołądkowe" | [ 101 ] |
| David Gilmour – On an Island                                                 | 2006 | gościnnie fortepian w utworach „Take A Breath” i „A Pocketful Of Stones" | [ 102 ] |
| Jacek Olter – Jacek Olter                                                    | 2006 | fortepian w utworach „Ikar Ltd.” i „Widzieć” oraz organy w utworze „Klara" | [ 103 ] |
| Muzyka do filmu Stanisława Tyma „Ryś” (różni wykonawcy)                      | 2007 | fortepian | [ 104 ] |
| Anna Maria Jopek – ID                                                        | 2007 | fortepian | [ 105 ] |
| Lipali – Bloo                                                                | 2007 | gościnnie fortepian w utworze „Trybun ludowy" | [ 106 ] |
| Behemoth – The Apostasy                                                      | 2007 | gościnnie fortepian w utworze „Inner Sanctum" | [ 107 ] |
| Jan A.P. Kaczmarek – Muzyka do filmu Hania                                   | 2007 | fortepian | [ 108 ] |
| Jan A.P. Kaczmarek – Evening (Music From and Inspired by the Motion Picture) | 2007 | fortepian | [ 109 ] |
| David Gilmour – Live in Gdańsk                                               | 2008 | gościnnie fortepian | [ 110 ] |
| Ania Dąbrowska – W spodniach czy w sukience?                                 | 2008 | gościnnie fortepian | [ 111 ] |
| Phil Manzanera – Firebird V11                                                | 2008 | muzyka, syntezator, wokal | [ 112 ] |
| Daniel Bloom – Wszystko, co kocham                                           | 2009 | fortepian | [ 113 ] |
| Tymon & The Transistors – Bigos Heart                                        | 2009 | gościnnie fortepian | [ 114 ] |
| Jan A.P. Kaczmarek – Hachi A Dog's Tale (Original Motion Picture Soundtrack) | 2010 | fortepian | [ 115 ] |
| Czesław Śpiewa – Czesław Śpiewa Miłosza                                      | 2011 | gościnnie fortepian w utworze „Walc" | [ 116 ] |
| Michał Czachowski – Acatao                                                   | 2014 | fortepian | [ 117 ] |
| Justyna Steczkowska – Szamanka                                               | 2022 | fortepian w utworze „Dziewczyna szamana" |         |